# ساس (لغة تنسيق صفحات الويب)
ساس (بالإنجليزية: Sass اختصارًا لأوراق الأنماط الرائعة تركيبًا) هي لغة تنسيق صفحات الويب صممها في البداية هامبتون كاتلن وطورتها ناتالي ويزنباوم. بعد إصداراتها الأولية، واصلت ويزنباوم وكريس إبشتاين توسيع ساس مع ساس سكريبت، وهي لغة نصية بسيطة تستخدم في ملفات ساس.
تُعد ساس لغة برمجة نصية معالجة مسبقًا تفسر أو تجمع إلى لغة أوراق الأنماط المتتالية (سي إس إس). وساس سكريبت هي لغة البرمجة النصية نفسها. تتألف ساس من تركيبين. يستخدم التركيب الأصلي، الذي يسمى «التركيب ذو المسافة البادئة»، تركيبًا مشابهًا لهامل (Haml). ويستخدم الإزاحة لفصل كتل التعليمات البرمجية ورموز السطر الجديد لفصل القواعد. يستخدم التركيب الأحدث «إس سي إس إس» (ساسي سي إس إس) تنسيق كتلة يشبه المُستخدم في سي إس إس. يستخدم الحاصرتان للإشارة إلى كتل الكود البرمجي والفواصل المنقوطة لفصل الأسطر داخل الكتلة. يُمنح التركيب ذو المسافة البادئة وتركيب إس سي إس إس عادةً الامتدادات.sass و.scss، على التوالي.
تتألف سي إس إس 3من سلسلة من المحدّدات والمحدّدات الزائفة التي تجمع القواعد التي تنطبق عليها. وسعت ساس (في السياق الأوسع للتركيبين) لغة أوراق الأنماط المتتالية من خلال توفير عدة آليات متاحة بلغات البرمجة الأكثر تقليدية، وخاصةُ اللغات غرضية التوجه، ولكن غير متاحة في سي إس إس 3نفسها. عند تفسير ساس سكريبت، تُنشئ كتل من قواعد سي إس إس لمختلف المحددات كما هو محدد بواسطة ملف ساس. تُترجم ساس سكريبت إلى سي إس إس. بدلاً من ذلك، يمكن لساس مراقبة الملفات ذات الامتداد.sass أو.scss وترجمتها إلى ملف خرج بامتداد.css متى ما حُفظ أي ملف بامتداد (.sass أو (.scss.
يعتبر التركيب ذو المسافة البادئة لغة معرفة. أما إس سي إس إس فتُعد لغة معرفة متداخلة، فالدلالات الصالحة في سي إس إس صالحة في سي إس إس.
توفر ساس سكريبت الآليات التالية: المتغيرات، التداخل، المزج، ووراثة المحدد.

## التطبيقات الرئيسية
نُفذت ساس سكريبت بلغات متعددة، وتطبيقاتها الملحوظة هي:
- أُنشئ تطبيق روبي الأصلي المفتوح المصدر في عام 2006، لكنه أُهمل بسبب نقص المشرفين ووصل إلى نهاية حياته في مارس 2019.[5][6]
- تطبيق دارت مفتوح المصدر الرسمي.[7]
- ليب ساس، تطبيق سي بلس بلس مفتوح المصدر الرسمي.
- تطبيق جافا سكريبت الرسمي، الذي نُشر كنموذج ل «ساس» على إن بيّ إم (مدير حزمة العقدة نظام إدارة الحزم).[8]
- جاي ساس، تطبيق جافا غير رسمي.
- فام إل بيّ، تطبيق ساس/ إس سي إس إس غير رسمي بلغة بيّ إتش بيّ.
- لدى منصة فادن تطبيق جافا لساس.[9]
- فايربغ، امتداد لفايرفوكس إكس يو إل («إرث») لتطوير الويب. وقد أُهمل أمام أدوات المطور المدمجة في فاير فوكس نفسه. توقف عن العمل بسبب توقف فايرفوكس 57 عن دعم امتدادات إكس يو إل.[10]

## الميزات

### المتغيرات
تسمح ساس بتحديد المتغيرات. تبدأ المتغيرات بعلامة الدولار ($). يُعين متغير باستخدام النقطتين الرأسيتين (:).
تدعم ساس سكريبت أربعة أنواع من البيانات:
- الأرقام (بما في ذلك الوحدات)
- سلاسل (مع علامات التنصيص أو دونها)
- الألوان (الاسم، أو الأسماء)
- القيم المنطقية

يمكن أن تكون المتغيرات وسائط أو نتائج لوظيفة واحدة أو العديد من الوظائف المتاحة. تدرج قيم المتغيرات، في أثناء الترجمة، في مستند خرج سي إس إس.